# Противолавинный барьер

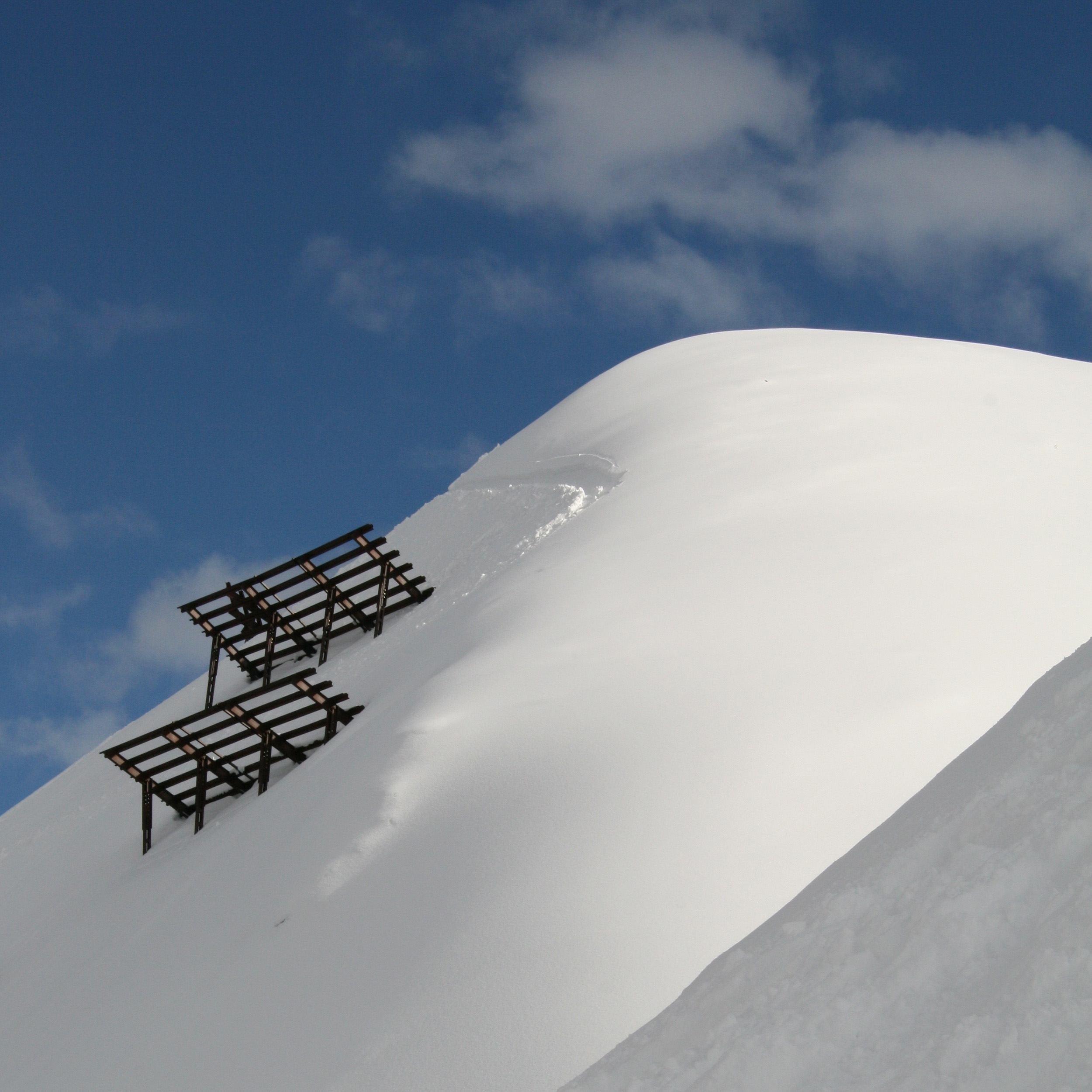
Противолавинный барьер возле горнолыжного курорта в Форарльберге.

Лавинная защита или противолавинные барьеры уменьшают опасность, которую лавины представляют для жизни, деятельности и имущества людей. Попадая в альпийские районы, где горного (защитного) леса больше недостаточно или нет, необходимо попытаться искусственными средствами стабилизировать снежный покров и предотвратить скольжение снежных масс. Борьба с лавинами начинается с оценки риска, проводимой путем исследования местности, где возможен сход лавин, определения географических особенностей, таких как структура растительности, дренаж и сезонное распределение снега, которые указывают на сход лавин. Исходя из выявленных рисков возникновения лавин, опасность оценивается путем определения находящихся под угрозой объектов инфраструктуры, таких как дороги, лыжные склоны и здания. Программы борьбы с лавинами направлены на устранение опасности схода лавин путем разработки планов предотвращения и смягчения последствий, которые затем выполняются в течение зимнего сезона. Планы предотвращения и смягчения последствий объединяют обширное наблюдение за снежным покровом с тремя основными группами вмешательств: активными, пассивными и социальными — иногда определяемыми более узко как «взрывные», «структурные» и «предупредительные» в соответствии с наиболее распространенными методами, используемыми в каждой из них. Методы борьбы с лавинами либо непосредственно влияют на эволюцию снежного покрова, либо уменьшают последствия от лавины, как только она произошла. Организации по борьбе с лавинами разрабатывают и готовят исчерпывающие планы реагирования и восстановления.

## Профилактика и смягчение последствий
Профилактика и смягчение последствий начинается с наблюдения за снежным покровом для прогнозирования риска возникновения лавины. Затем, в зависимости от прогнозируемого риска, определяют необходимые меры для уменьшения опасности, создаваемой лавиной.

### Наблюдение и прогноз
При наблюдении за снежным покровом изучают наслоение и распределение снега, чтобы оценить нестабильность снежного покрова, и, таким образом, определяют риск схода лавины на конкретном участке местности. В районах интенсивного использования человеком снежный покров отслеживается в течение всего зимнего сезона, чтобы оценить развитие снежного покрова в преобладающих метеорологических условиях. В отличие от интенсивно используемой лавинной местности, где прогнозирование является целью наблюдения за снегом, в удаленной местности или местности, которая редко посещается, наблюдение за снежным покровом выявляет непосредственную нестабильность снежного покрова.

### Активные вмешательства

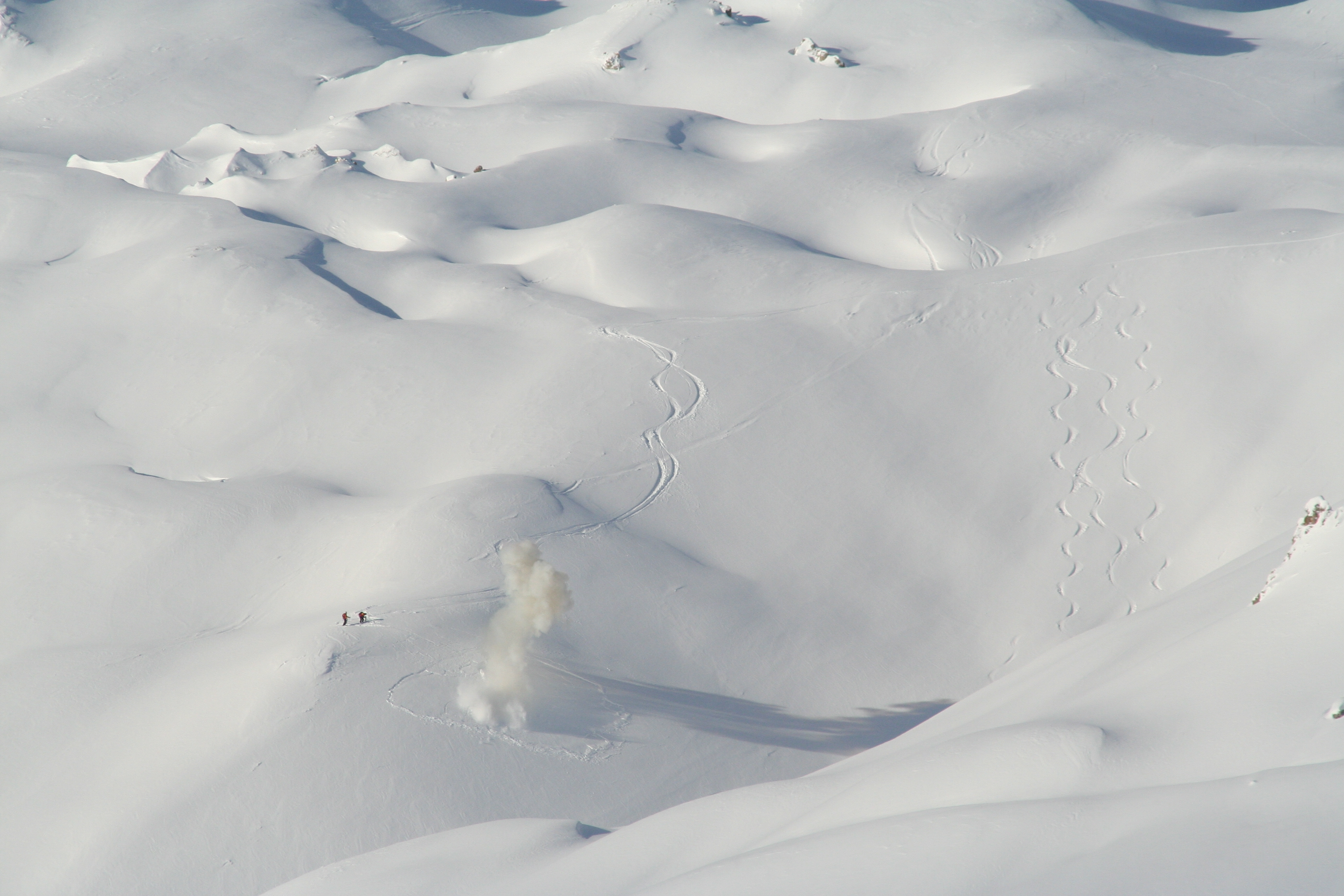
Взрыв лавины на французском горнолыжном курорте Тинь (3600 м)

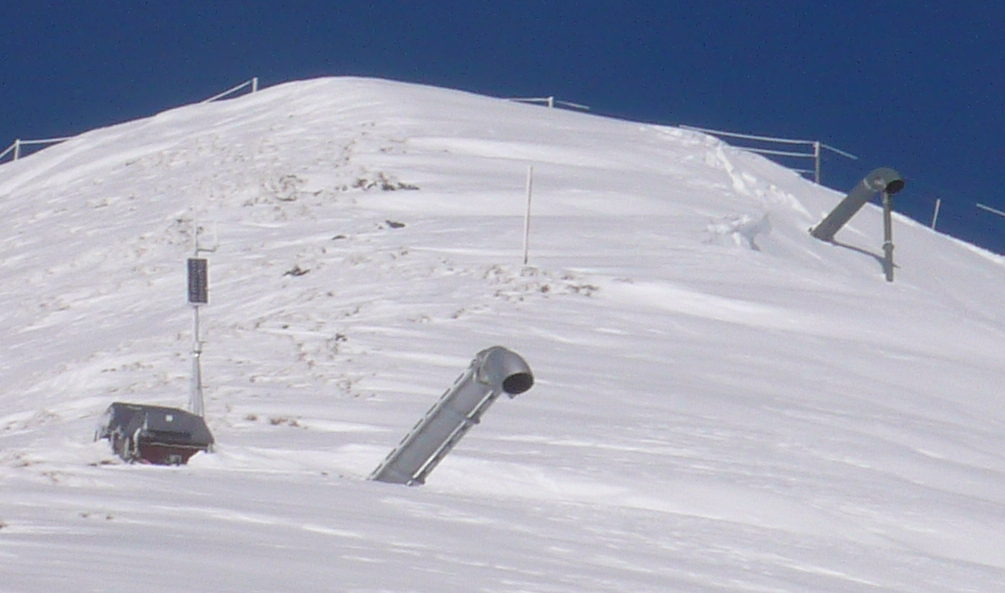
Установка системы Gazex

Активные методы снижают риск возникновения лавины, способствуя стабилизации и оседанию снежного покрова за счет трех видов вмешательства: разрушение слабых слоев снежного покрова, повышение однородности снежного покрова и уменьшение количества снега в снегу. рюкзак для увлечения лавиной; это может быть достигнуто либо путем инициирования более мелких, менее опасных лавин, либо путем прямого воздействия на структуру слоев снежного покрова. Активный контроль лавин можно разделить на механические или взрывные методы. Механические методы обычно используются либо на удаленной местности, либо на небольшой местности, либо на менее опасной местности; в то время как взрывные методы используются в доступной большой местности с высокой степенью опасности или местности с промышленным, коммерческим рекреационным, урбанизированным и транспортным использованием.
На самой мелкой местности используется простейший метод борьбы с лавинами, который разрушает слабые слои снега путем прямого прохождения через них, метод, называемый утрамбовка снега (англ. boot packing). Для более крупных объектов этот метод может быть расширен за счет механизированного перераспределения снега с использованием больших гусеничных машин, называемых ратраками. Эти два механических вмешательства могут быть безопасно выполнены только по мере того, как оседает снег, и до того, как в нем разовьется какая-либо нестабильность. На местности, доступ к которой возможен только время от времени, или в сильно развитом снежном покрове, который слишком глубок для утрамбовки снега, используются методы утрамбовки снега лыжами. Первый метод утрамбовки лыжами — это метод выхода на склон, называемый «резка лыжами» (англ. ski cutting). В этом методе лыжник пытается спровоцировать небольшую лавину, сломав растяжимую опору верхнего снежного покрова через быстрый траверс вдоль вершины склона. Лыжник может быть застрахован на веревке, чтобы дополнительно защититься от попадания в лавину. Затем снежный покров может быть дополнительно выровнен или стабилизирован путем дальнейшего движения лыж по склону вниз через него. Наконец, трос можно использовать чтобы пропилить основание снежного карниза, заставляя карниз падать вниз на снег на склон. Это, в совокупности, снижает объективную опасность, создаваемую снежным карнизом, и обеспечивает большу́ю силу удара по снежному покрову.

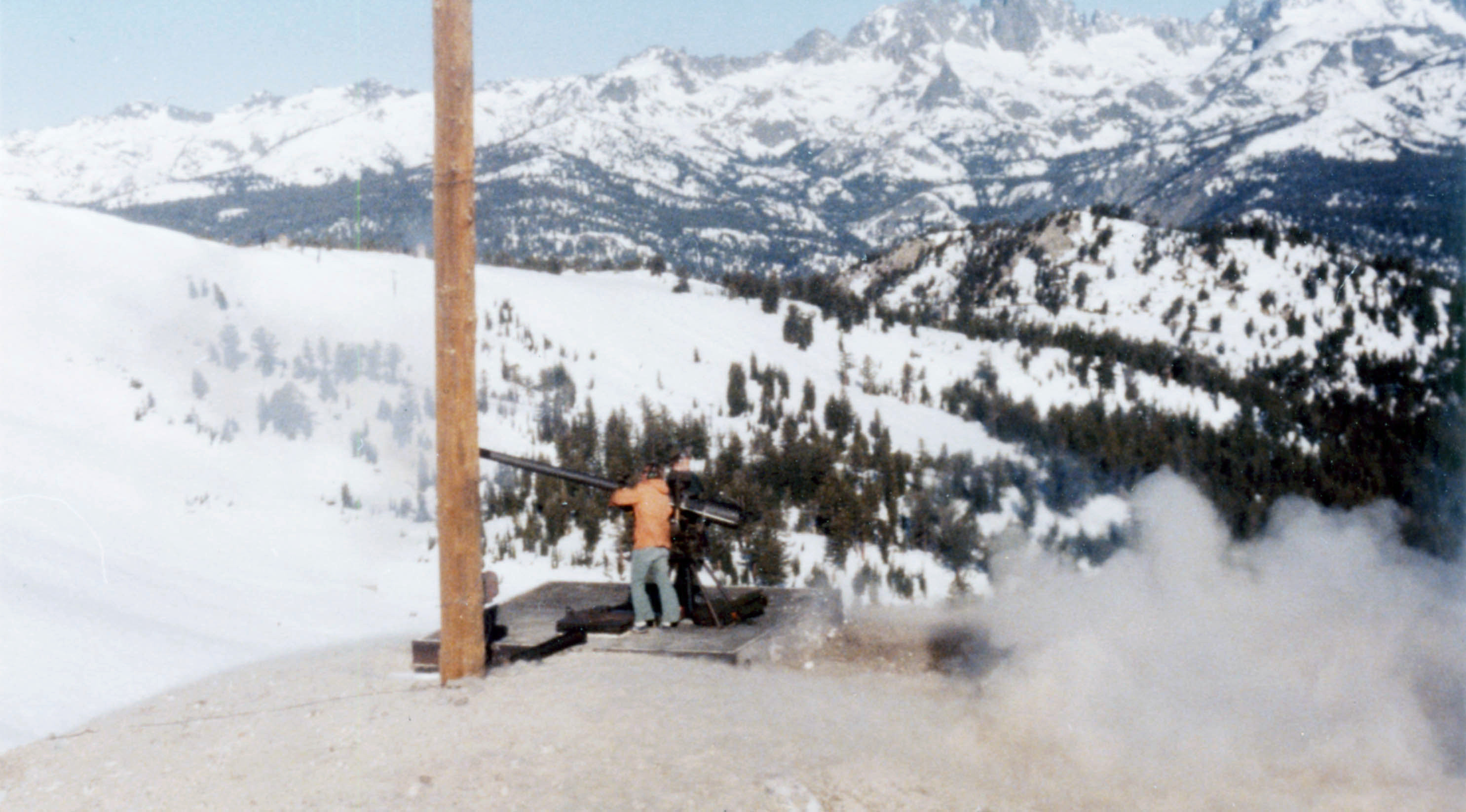
Команда лесной службы США использует 105-мм безоткатную винтовку для борьбы с лавиной у горы Мамонт в национальном лесу Иньо.

Взрывные методы включают в себя искусственное инициирование более мелких и менее разрушительных лавин путем взрыва зарядов над поверхностью снега или на ней. Взрывчатку можно подбрасывать и опускать вручную, бомбить с вертолета или стрелять из небольшой гаубицы, безоткатного орудия или пневматического ружья. Уравновешивая опасность для людей с эффективностью метода развёртывания при доступе к местности и срабатывании лавины, каждый метод имеет свои недостатки и преимущества. Среди новейших методов — стратегически размещённые, дистанционно управляемые установки, которые генерируют воздушный поток путем детонации топливно-воздушной взрывчатки над снежным покровом в зоне начала схода лавины, предлагая быстрое и эффективное реагирование на решения по управлению лавиной, сводя к минимуму риск для персонала, занимающегося лавинным контролем; характеристика, особенно важная для борьбы с лавинами в транспортных коридорах. Например, Avalanche Towers (Sprengmast) в Австрии и Норвегии используют пусковые установки на солнечных батареях для установки зарядов из магазина, содержащего 12 радиоуправляемых зарядов. Магазины для установки можно транспортировать, загружать и снимать с вышек на вертолете без помощи помощника пилота или персонала на площадке.
Контролируемые взрывы доказали свою эффективность в зонах с легким доступом к зонам начала схода лавины и где можно допустить сход небольших лавин. Однако в большинстве случаев это неприемлемо в районах проживания людей и там, где есть даже небольшая вероятность схода крупной лавины.

### Постоянные вмешательства

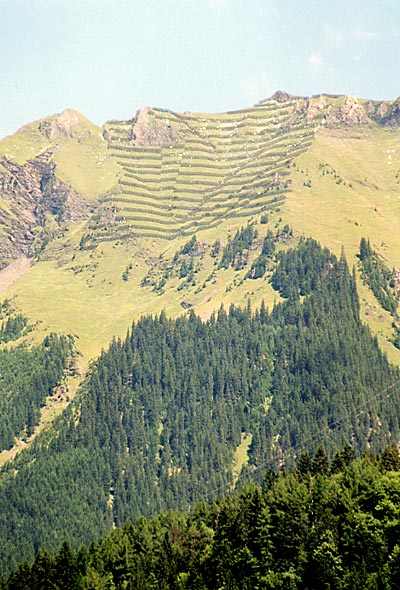
Лес и сооружения для защиты от лавин.

Постоянные сооружения замедляют, останавливают, отклоняют или предотвращают движение снега; либо полностью, либо до такой степени, чтобы разрушительные силы значительно уменьшились. Постоянные методы включают строительство сооружений и изменение ландшафта для целей, классифицируемых как:
- Снегозадерживающие конструкции (снежные эстакады, лавинные снежные мосты, снежные сети), используемые на верхнем пути вероятных лавинных троп.
- Лавинные барьеры: основная часть лавинных барьеров основана на высокопрочной стальной проволочной сетке, простирающейся через склон и достигающей поверхности снега. Поддерживающий эффект, создаваемый удерживающей поверхностью, предотвращает возможное проникновение в снежный покров и скольжение снежного покрова по поверхности местности. Таким образом предотвращается сход лавин в стартовой зоне, а движение снега ограничивается в той степени, в которой последствия остаются безвредными. Силы, возникающие в результате давления снега, поглощаются снежными сетками и переносятся через поворотные стойки и анкерные канаты в точки крепления.
- Устройства защиты от снега (используются для увеличения снегозадержания на крышах).
- Сооружения для перераспределения снега (ветрозащитные экраны, снежные ограждения)
- Конструкции для отклонения снега, используемые для отклонения и удержания движущегося снега в пределах пути возможного схода лавины. Они не должны резко отклонять лавину, потому что в этом случае они могут быть легко захвачены снегом.
- Снегозадерживающие конструкции (например, снежные барьеры), в основном используемые на участках схода лавины с небольшим уклоном, для усиления естественного замедления
- Снежные водосборные сооружения
- Непосредственная защита важных объектов и сооружений, например, снежными навесами (лавинными навесами) или снежными траншеями (в горнодобывающих районах).

Одно вмешательство может удовлетворить потребности нескольких классов целей, например, лавинные дамбы, канавы, земляные насыпи и террасы используются для отклонения, замедления и водосбора.
К другим пассивным методам относятся:
- лесовосстановление, до границы естественного леса — леса выполняют все функции искусственной защиты от лавин: удержание, перераспределение, замедление и отвод
- снежные пещеры, а также углубленные, выкопанные и обнесенные снегом квинжи и укрытия для бивуаков используются для временной защиты бивуаков альпинистов и лыжников, обеспечивая им передышку в случае погребения под лавинами.
- Архитектурно обтекаемые и клиновидные здания, например, в старинных высокогорных деревнях в Альпах. .

#### Навес от снега

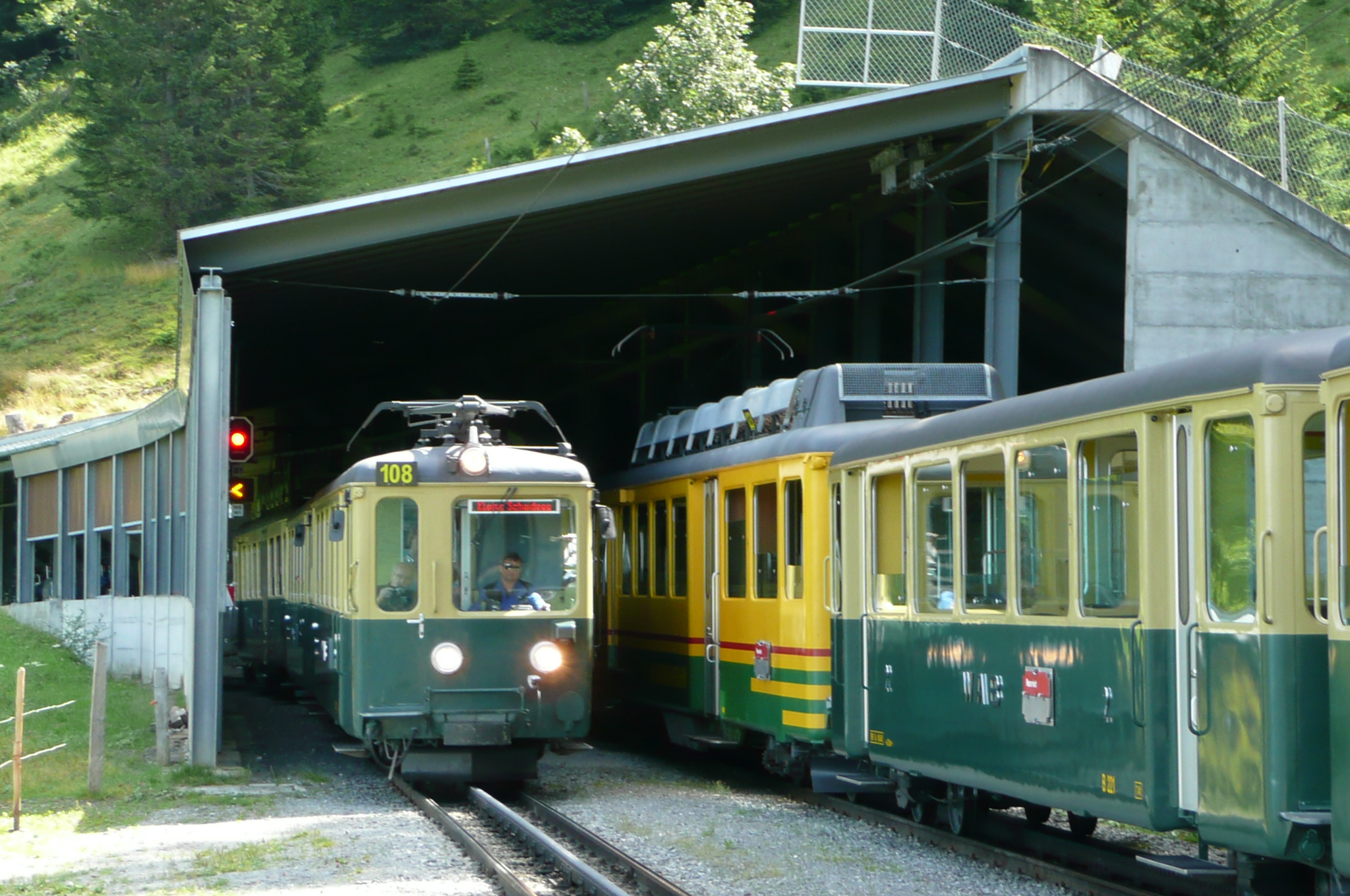
Поезда проезжают в лавинной галерее на Wengernalpbahn в Швейцарии.

Снежный навес или лавинная галерея — это неподвижная снежная опора для борьбы с лавинами или для обеспечения прохода в местах, где уборка снега становится практически невозможной. Они могут быть изготовлены из стали, предварительно напряжённого железобетонного каркаса или из дерева. Эти конструкции могут быть полностью закрытыми, как искусственный туннель, или состоять из решетчатых элементов. Как правило, они имеют прочную конструкцию, учитывая среду, в которой они должны выжить.
Защита от снега особенно важна, когда маршруты пересекают лавинные «желоба», которые представляют собой естественные овраги или другие образования, которые направляют или концентрируют лавины.
Снежные навесы или лавинные галереи — обычное явление на железных дорогах в горных районах, таких как перевал Доннер в Соединенных Штатах или на многих швейцарских горных железных дорогах, где пути покрыты навесами на большом расстоянии. Хотя сегодня Центрально-Тихоокеанская железная дорога не используется, на перевале была целая железнодорожная станция под крышей. Также они встречаются и на особо опасных участках проезжей части. На Трансканадской автомагистрали между Ревелстоком и Голденом в Британской Колумбии есть несколько навесов для снега, покрывающих обе проезжие части, чтобы справиться с сильным снегопадом.
К востоку от Снокваого Пасса в Вашингтоне на северо-западе США, на западе от Автомагистраль 90 был навес от снега посередине вдоль восточного берега озера Кичелус (47°21′18″ с. ш. 121°21′57″ з. д., верстовой столб 57.7); он был разобран в 2014 году при подготовке к строительству мостов для его замены. Бетонная конструкция длиной 500 футов (150 м) покрывала две полосы движения на повороте и была построена в 1950 году для шоссе 10 в США, затем по одной полосе в каждом направлении; это был первый раз, когда сборные железобетонные конструкции использовались для строительства шоссе в горной местности, и был последним оставшимся снежным навесом на межштатных автомагистралях.

#### Снежный мост

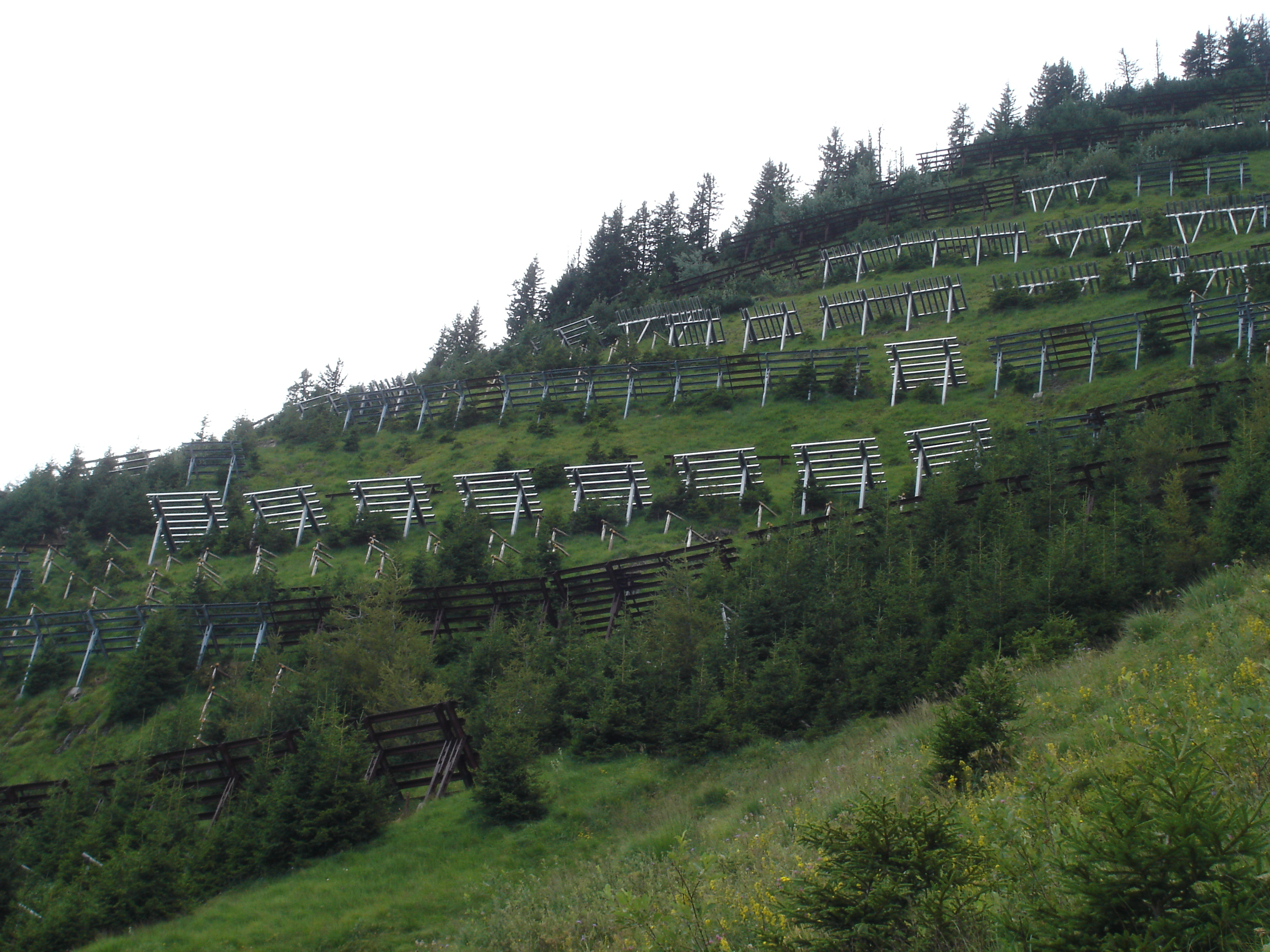
Снежные мосты в Швейцарии.

Снежный мост, лавинный барьер или лавинный забор внешне похож на снежный забор, но действуют по-другому. Снежные ограждения построены вертикально и накапливают снег с подветренной стороны, а снежные мосты наклонные или горизонтальные и удерживают снег на своей верхней стороне.
Снежные мосты крепятся к склону со стороны подъема анкерами натяжения, а на спуске — анкерами сжатия.

#### Лавинная плотина
Лавинные плотины (анти-лавинные плотины, дамбы лавинных защит) представляют собой разновидность лавинного контроля, используемого для защиты населенных пунктов, дорог, линии электропередач и так далее, от лавин. Два основных типа — это отклоняющие и водосборные плотины.
Оба типа лавинных плотин обычно размещают в зоне схода лавины и на более пологих участках пути схода лавины. На других участках схода лавины они неэффективны, потому что их можно легко переполнить или переполнить.

#### Лавинная сетка
Противолавинные сетки (сетки для защиты от снежных лавин, снежные сетки) представляют собой гибкие снежные опорные конструкции для борьбы с лавинами, изготовленные из стальных или нейлоновых тросов или ремней, удерживаемых стальными опорами, опционально поставляемых с анкерами сжатия для спуска с горы. Они устанавливаются в верхних частях потенциальных путей схода лавины для предотвращения начала схода снега в лавину или для замедления сползания.
Снежные лавинные сетки имеют следующие преимущества по сравнению с жесткими несущими конструкциями (снежные ограждения, снежные эстакады, снежные навесы):
- значительно более низкие затраты
- лучше вписывается в окружающую среду
- более легкая установка
- Жесткие конструкции более подвержены повреждениям в неустойчивой местности (землетрясения, оползни, камнепады,[10] сползание грунта из-за вечной мерзлоты) и в условиях сильных дождей и селей.

У сетей от лавин есть некоторые недостатки, такие как более трудная установка в рыхлом грунте.

### Социальное воздействие
Чтобы уменьшить опасность схода лавин, социальные меры снижают частоту и распространенность влияния людей на возникновения лавин путём изменения поведения людей, чтобы их использование лавинной местности было адаптировано для предотвращения их участия в лавинах. Организации по борьбе с лавинами достигают этого, ориентируя информационные и образовательные программы на сообщества, которые часто сталкиваются с лавинами. Исследования лавинных аварий показали, что большинство лавин, в которые попадают люди, вызваны людьми, и многие из этих жертв не знали об опасности возникновения лавины. Чтобы ответить на это наблюдение, вводные ознакомительные и образовательные программы предоставляют инструкции по предотвращению опасного схода лавины путем распознавания лавинообразной местности, наблюдения за нестабильностью снежного покрова и выявления действий человека, вызывающих лавины. Организации по борьбе с лавинами также публично распространяют прогнозы, информационные бюллетени, предупреждения и отчеты о лавинной активности чтобы помочь людям, оказавшимся в лавинной местности.

## Реагирование и восстановление
Организации по борьбе с лавинами планируют сходы лавин и реагируют на них. Типичные меры реагирования включают расчистку транспортных коридоров от обломков лавин до ремонта промышленных и рекреационных объектов, а также поиска, спасения и восстановления. Для улучшения результатов вовлечения людей в сход лавин организации, занимающиеся лавинным контролем, предлагают курсы и обучение по обеспечению готовности к лавинам как профессионалам, так и любителям-любителям.

### Профессиональная готовность
Профессиональное реагирование на лавины нацелено на сходы лавин с участием неподготовленной публики. Когда прогнозируется сход лавин, лавиноопасная местность, которой подвергается широкая неподготовленная публика, будет закрыта, а после схода лавин территория будет очищена от мусора и отремонтирована. Когда случаются неожиданные лавины, в которых участвует неподготовленная общественность, организации по борьбе с лавинами реагируют большими профессионально организованными поисковыми группами с использованием зондов и обученных поисковых и спасательных собак.

### Любительская готовность
Рекреационное реагирование на сход лавин предполагает быстрое формирование специальной поисково-спасательной команды. Специальные поисково-спасательные группы полагаются на то, что все участники подготовились к потенциальной лавине, имели при себе соответствующее поисково-спасательное оборудование и прошли соответствующую подготовку.

## Внешняя ссылка
- Национальный лавинный центр Лесной службы США